# Atomorpha baloutschistana
Atomorpha baloutschistana là một loài bướm đêm trong họ Geometridae.